# Krizbai Deső Mihály
Krizbai Deső Mihály (? – ?) református lelkész

## Élete
Előbb hazájában tanult, majd 1720. május 21-től Odera-Frankfurtban, 1723-tól Utrechtben tanult. Hazatérve gróf Teleki József udvari papjaként szolgált. További sorsa ismeretlen.

## Művei
- Exercitatio theologica de natura decalogi. Francofurti ad. Viadr., 1721.
- Disputatio philologico-theologica secunda, sive animadversiones philologico-theologicae continuatae… Uo. 1721.
- Baba Ferenc barátja tiszteletére irt 10 strófás magyar rímes verse jelent meg annak Lelki élet (Frankfurt, 1722.) című munkájában.